# Prix Gémeaux de la meilleure émission dramatique
Le prix Gémeaux de la meilleure émission dramatique est une récompense télévisuelle remise par l'Académie canadienne du cinéma et de la télévision entre 1987 et 2004.

## Lauréats
- 1987 - Le vieillard et l'enfant
- 1988 - Le lys cassé
- 1988 - Le cœur découvert
- 1989 - T'es belle Jeanne
- 1990 - Les Noces de papier
- 1991 - L'Amour avec un grand A
- 1992 - L'homme de rêve
- 1993 - Shabbat Shalom!
- 1994 - Les grands procès
- 1995 - Les grands procès
- 1996 - Les grands procès
- 1997 - Joyeux Calvaire
- 1998 - L’histoire de l’oie
- 1999 - Traces d'étoiles
- 2000 - Albertine, en cinq temps
- 2001 - Don Quichotte
- 2003 - 24 Poses
- 2004 - L'Odyssée